# Бай, Натали
Натали Бай (фр. Nathalie Marie Andrée Baye; род. 6 июля 1948[…], Менвиль) — французская актриса.

## Биография
Натали Бай родилась в семье богемных художников Клода Бая и Дениз Кустэ. Она появилась на свет, по её словам, «случайно», когда её родители гостили в нормандском городке Менвиль. Натали провела детство в Париже, училась в престижном Эльзасском лицее, но страдала дислексией и застенчивостью, поэтому, возможно, с ранних лет и полюбила танец. Её первым педагогом была знаменитая балерина Мариинского театра Ольга Преображенская, воспитавшая многих знаменитых мастеров. В дальнейшем семья переехала на юг Франции, в Ментону, а Натали в 14 лет оставила среднюю школу (впоследствии закончив её заочно) с намерением серьёзно заниматься классическим танцем в балетной школе Монако. В 17 с половиной лет она с согласия родителей перебралась в Нью-Йорк, где продолжила занятия балетом. Чтобы оплатить эти уроки, одно время работала бебиситтером. Затем некоторое время она гастролировала с танцевальным коллективом по городам США. Вернувшись на родину через полтора года, разочаровалась в балете как в профессии и, трезво оценив собственные способности, неожиданно открыла в себе желание стать драматической актрисой. Некоторое время училась актёрскому мастерству на знаменитых театральных курсах Рене Симона, а в 1972 году окончила Высшую национальную консерваторию. В 1973 году она появилась в роли помощницы режиссера в фильме Франсуа Трюффо «Американская ночь» (а свою самую первую небольшую роль в кино она сыграла в фильме Роберта Уайза «Двое»). Играла в спектаклях разных парижских театров. Снимается на телевидении.
Замужем актриса никогда не была. В 1970-х спутником её жизни был актёр и певец Филипп Леотар, с которым она познакомилась в театре.
У Натали Бай есть дочь Лора Смет (родилась в 1983 году) от известного французского рок-певца Джонни Холлидея, который был спутником её жизни в 1982—1986 годах. Натали Бай снималась с Джонни Холлидеем в фильме Годара «Детектив». В 2020 году у Натали появился внук Лео.

## Награды
Натали Бай — четырёхкратная обладательница премии Сезар: за лучшую женскую роль второго плана — в 1981 и 1982 году, за лучшую женскую роль в 1983 и 2006 году. В 1999 году Натали Бай получила премию Венецианского кинофестиваля Кубок Вольпи за лучшую женскую роль в фильме Фредерика Фонтейна «Порнографическая связь» и награду «Лучшая актриса» фестиваля в Сиэтле за роль Анжель в фильме Тони Маршаль «Салон красоты „Венера“». В 2006 году она была награждена премиями «Золотая звезда» и «Хрустальный глобус» за главную роль в фильме Ксавье Бовуа «Молодой лейтенант», а на кинофестивале в Сан—Себастьяне получила приз «Серебряная раковина» за роль матери в фильме «Это — мой сын». В 2012 году она была удостоена почётной премии Магрит за карьеру в кино в целом.
В 1996 году была членом жюри кинофестиваля в Каннах, а в 2011 — президентом жюри Фестиваля британского кино в Динаре.
В 2009 году она стала кавалером ордена Почётного легиона, а в 2019 году была возведена в ранг офицера.

## Фильмография
- 1972 — Двое ( Two People) / Краткая встреча в Париже / Brève Rencontre à Paris —    в титрах не указана(эпизод, дебют в кино)
- 1973 — Американская ночь / La Nuit Américaine — Жоэль
- 1974 — Открытая пасть / La gueule ouverte — Натали
- 1974 — Пощёчина / La Gifle — Кристин
- 1975 — Последняя женщина / La dernière femme — Девушка с черешней (эпизод)
- 1975 — Однажды, в праздник / Un jour, la fête   — Жюли
- 1976 — Мадо / Mado — Катрин
- 1976 — Полный бак (бензина) / Le Plein de super  — Шарлотта
- 1977 — Мужчина, который любил женщин / L’Homme qui aimait les femmes — Мартин
- 1977 — Месье Папа / Monsieur Papa — Жанин
- 1977 — Торжественное причастие / La Communion solennelle — Жанна Вандерберг
- 1978 — Зелёная комната / La Chambre verte — Сесилья Мандель
- 1978 — Моя первая любовь / Mon premier amour — Фабьенн
- 1978 — Священный  шутник (ТВ) / Sacré farceur   —  Марианн
- 1979 — Короткая память / La Mémoire courte      —   Жюдит Мениль
- 1979 — Мадам Сурди (ТВ) /  Madame Sourdis    —  Адель Сурди
- 1980 — Неделя отпуска / Une semaine de vacances  — Лоранс Кюэр
- 1980 — Спасай, кто может (свою жизнь) / Sauve qui peut (la vie) — Дэниз Римбо
- 1981 — Красная тень / L’ombre rouge — Анна
- 1981 — Отчим / Beau-Père — Шарлотта
- 1981 — Провинциалка / La Provinciale — Кристин
- 1981 — Странное дело / Une étrange affaire — Нина Колин
- 1982 — Возвращение Мартена Герра / Le Retour de Martin Guerre — Бертранд де Рол
- 1982 — Баланс (Осведомитель) / La Balance — Николь Дане
- 1983 — Я вышла замуж за тень / J’ai épousé une ombre — Элен - Патрисия
- 1984 — Племянник Бетховена / Le neveu de Beethoven — Леонор
- 1984 — Наша история / Notre histoire — Донасьен
- 1984 — Берег правый, берег левый / Rive droite, rive gauche — Саша Вернакиc
- 1985 — Детектив / Détective — Франсуаз Шеналь
- 1985 — Медовый месяц / Lune de miel — Сесиль Карлин
- 1987 — И переполнилась чаша / De guerre lasse — Алис
- 1987 — Совершенно невинно / En toute innocence — Катрин
- 1989 — Дело Валраффа (Человек внутри) / L’Affaire Wallraff (The Man Inside) — Кристина
- 1989 — Ла Боль — Сосны (Такова жизнь) / La Baule — Les Pins — Лена
- 1989 — Портрет человека / Игра со смертью / Gioco al massacro / Раненый король / Le Roi blessé — Белла
- 1990 — Один уик — энд из двух / Un week-end sur deux — Камий  Вальмон
- 1990 — Кисть для губ / Le Pinceau à lèvres ( короткометражный)  — Она
- 1991 — Ложь / Mensonge — Эмма
- 1992 — Голос / La Voix — Лоррэн
- 1993 — Вирус ( Солдаты надежды / И оркестр играет) / Les Soldats de l'espérance (And the Band Played On)  — д- р  Франсуаз Барр
- 1994 — Машина / La machine — Мари Лакруа
- 1995 — Мать /  La Mère (короткометражный)  — Мать
- 1996 — Дети мерзавца / Enfants de salaud — Софи
- 1998 — Пища любви /  Food of Love   — Мишель
- 1998 — Если я тебя люблю, берегись /  Si je t'aime, prends garde à toi  —  Мюрьель
- 1998 — Папарацци / Paparazzi — Николь
- 1999 — Салон красоты «Венера» / Venus beauté (Institut) — Анжель
- 1999 — Порнографическая связь / Une liaison pornographique   — Она
- 2000 — Ваш выбор, Мадам / Завтра будет лучше / Ça ira mieux demain — Софи
- 2000 — От Матфея / Selon Matthieu — Клэр
- 2000 — Барни и его маленькие неприятности / Barnie et ses petites contrariétés — Люси
- 2001 — Распутницы / Absolument fabuleux — Патрисия
- 2002 — Поймай меня, если сможешь / Catch Me If You Can / Arrête-moi si tu peux — Паула Эбигнейл
- 2002 — Бутик / France boutique — Софи
- 2002 — Дитя просвещения (мини-сериал) / L’enfant des lumières — Диана де Брейвес
- 2002 — Цветок зла / La Fleur du mal — Анн Шарпен Вассёр
- 2003 — Чувства / Les Sentiments — Кароль
- 2004 — Жизнь в ожидании тебя (Я так долго ждал тебя) / Une vie a t’attendre — Жанна
- 2005 — Молодой лейтенант / Le petit lieutenant — Каролин Водьё
- 2005 — Один уходит — другой остаётся / L’Un reste, l’autre part' — Фанни
- 2006 — Не говори никому / Ne le dis à personne — Элизабет Фельдман
- 2006 — Калифорния / La Californie — Маги
- 2006 — Актёр / Acteur (короткометражный) —  Камий
- 2007 — Мишу из Обера / Michou d’Auber — Жизель
- 2007 — Это — мой сын (Мой сын для меня) / Mon fils à moi — Мать
- 2007 — Нет секса, нет денег (Реальная цена) / Le prix à payer — Одиль Менар
- 2008 — Небесная канцелярия / Les Bureaux de Dieu — Анн
- 2008 — Клиентка / Клиентка французского жиголо / Cliente — Жюдит
- 2008 — Уловка ( Плутовство ) / Passe-passe — Ирэн Монтье Дюваль
- 2008 — Мари — Октябрь(ТВ) / Marie — Octobre — Мари- Октябрь
- 2009 — Лицо / Visage (эпизод) — Натали
- 2010 — Вместе — это слишком / Ensemble, c’est trop — Мари-Франс
- 2010 — Случайный роман (Правдивая ложь) / De vrais mensonges — Мадди
- 2011 — Я ничего не забыл / Je n’ai rien oublié — Элизабет
- 2011 — Пять раз Натали Бай (5 короткометражных фильмов) / Cinq fois Nathalie Baye (5 courts-métrages)
- 2012 — Теневые советники / Les Hommes de l’ombre (телесериал) — Анн Визаж
- 2012 — И всё же Лоранс / Laurence Anyways — Жюльенн Алиа
- 2013 —  Королевы ринга / Les Reines du ring —  Колетт
- 2014 —  Лу !  Крошечный дневник  /  Lou ! Journal infime  — бабушка
- 2014 —  Дело СК1 / L’Affaire SK1 — Фредерик Пон
- 2015 — Колесо / La Volante  — Мари - Франс
- 2015 — Ущербность / Préjudice  —  Мать
- 2016 — Это всего лишь конец света / Juste la fin du monde — Мать
- 2016 — Цвет кофе с молоком / Moka — Марлен
- 2017 —  Алиби / Alibi.com —  Марлен Мартен
- 2017 —  Хранительницы / Les Gardiennes — Ортанс
- 2017 —  Медея / Médée (короткометражный)  — Мать
- 2018 —  Тома / Thomas (короткометражный)   —  Анна
- 2018 —  Нокс / Nox (ТВ сериал)  —   Катрин Сюзини
- 2020 —  Тряпичный мальчик / Garçon chiffon   — Бернадет Мейер
- 2021 —  От кутюр / Haute couture  — Эстер
- 2021 —  Он / Lui  — Мать
- 2022  — Аббатство Даунтон 2 : новая эра / Downton Abbey 2 : Une nouvelle ère — мадам де Монмирай